# Уорънтън (град, Орегон)
Уорънтън (на английски: Warrenton) е град в окръг Клатсъп, щата Орегон, САЩ. Уорънтън е с население от 4096 жители (2000) и обща площ от 43,3 km². Намира се на 2,4 m надморска височина. ЗИП кодът му е 97146, а телефонният му код е 503.